# Генрі Аніер
Генрі Аніер (ест. Henri Anier; нар. 17 грудня 1990, Таллінн) — естонський футболіст, нападник клубу «Муанг Тонг Юнайтед» і національної збірної Естонії.

## Клубна кар'єра
Народився 17 грудня 1990 року в місті Таллінн. Вихованець футбольної школи клубу «Флора».
У дорослому футболі дебютував 2007 року виступами на умовах оренди за команду «Ворріор» (Валга), в якій того року взяв участь у 24 матчах чемпіонату.
Протягом 2008—2009 років захищав кольори команди клубу «Флора». Своєю грою за останню команду привернув увагу представників тренерського штабу клубу «Сампдорія», до складу якого приєднався 2009 року. Провів у складі генуезького клубу наступний сезон, граючи за одну з його молодіжних команд, після чого ще на два роки повернувся до «Флори».
Згодом з 2012 по 2016 рік грав у складі норвезьких «Вікінга» і «Фредрікстада», шотландських «Мотервелла», «Данді Юнайтед» і «Гіберніана», німецького «Ерцгебірге Ауе» та шведського «Кальмара».
До складу клубу «Інвернесс» приєднався 2017 року. Відтоді встиг відіграти за команду з Інвернесса 7 матчів в національному чемпіонаті.

## Виступи за збірні
У 2008 році дебютував у складі юнацької збірної Естонії, взяв участь у 19 іграх на юнацькому рівні, відзначившись 2 забитими голами.
Протягом 2009—2010 років залучався до складу молодіжної збірної Естонії. На молодіжному рівні зіграв у 22 офіційних матчах, забив 2 голи.
У 2011 році дебютував в офіційних матчах у складі національної збірної Естонії. Наразі провів у формі головної команди країни 35 матчів, забивши 7 голів.

## Досягнення
- Чемпіон Естонії (2):

«Флора»: 2010, 2011
- Кубок Естонії (3):

«Флора»: 2007-08, 2008-09, 2010-11
- Володар Суперкубка Естонії (2):

«Флора»: 2009, 2011
- Найкращий бомбардир Чемпіонату Естонії (1):

«Пайде»: 2021